# SECISBP2
SECISBP2‏ (SECIS binding protein 2) هوَ بروتين يُشَفر بواسطة جين SECISBP2 في الإنسان.